# Người Loschbour
Người Loschbour là một bộ hài cốt Homo sapiens có niên đại thời đại đồ đá giữa được phát hiện vào năm 1935 tại Mullerthal, xã Waldbillig, Luxembourg.

## Lịch sử

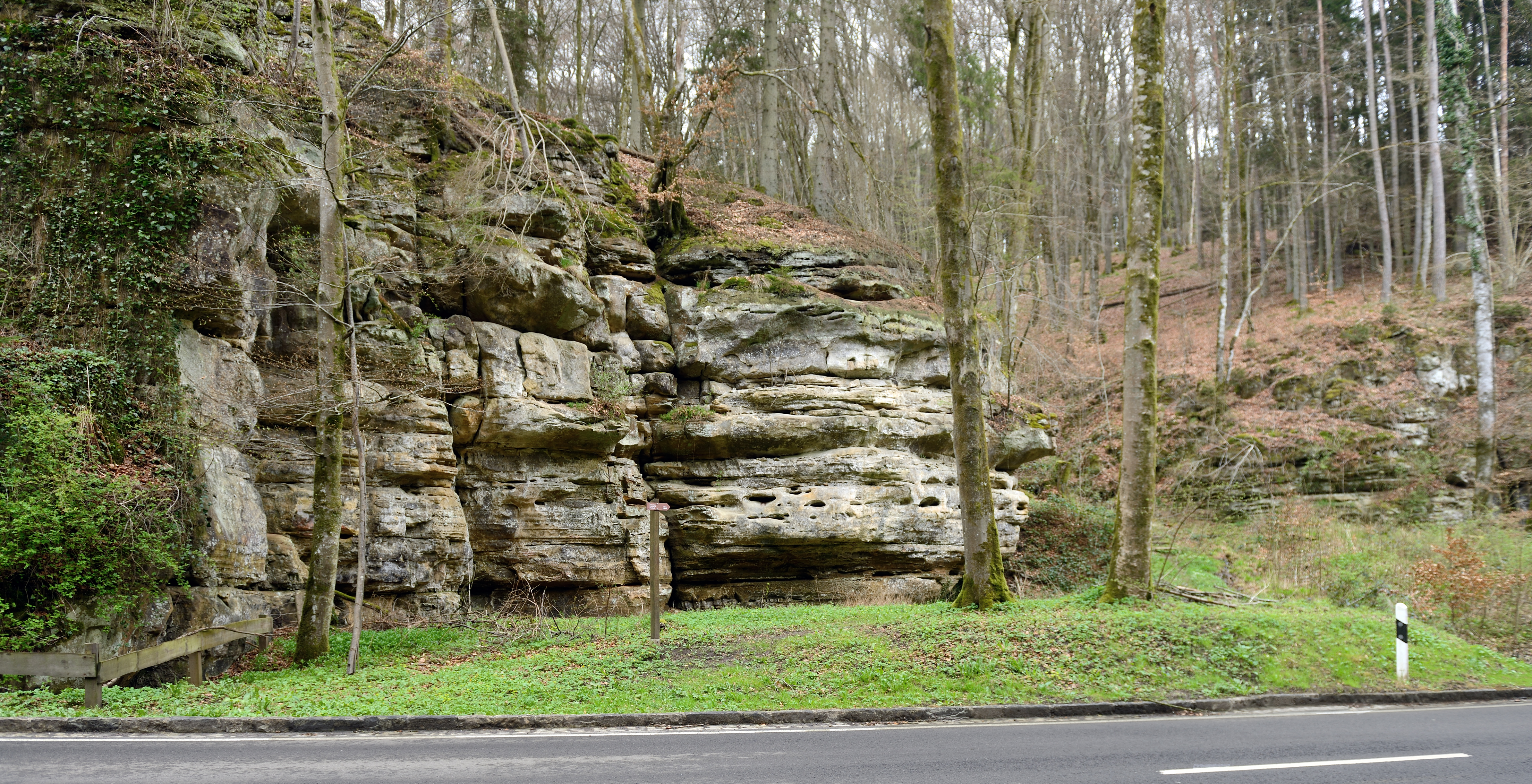
Mái đá nơi hài cốt được tìm thấy

Hài cốt Loschbour được nhà khảo cổ học nghiệp dư Nicolas Thill phát hiện vào ngày 7 tháng 10 năm 1935, dưới một mái đá ở Mullerthal, cạnh bờ sông Ernz Đen. Nó hiện được lưu giữ tại Bảo tàng Lịch sử Tự nhiên Quốc gia, Thành phố Luxembourg.

### Cuộc đời
Bên cạnh bộ hài cốt, các công cụ bằng đá lửa dùng để rình và giết mồi (lợn rừng và hươu nai) cũng đã được tìm thấy. Nghiên cứu chỉ ra rằng cá nhân này thuộc về cụm di truyền Western Hunter-Gatherer (WHG) thời kỳ muộn, về sau bị thay thế bởi cụm Early European Farmer (EEF) di chuyển vào từ Tiểu Á và Tây Nam Âu. Theo một báo cáo DNA vào năm 2014, cá nhân này có giới tính nam, và được miêu tả là sở hữu sắc da "trung bình" tới trắng (90%), tóc nâu hoặc đen (98%), và nhiều khả năng có mắt xanh dương (56%). Trái ngược với 90% người châu Âu hiện đại, người Loschbour bất dung nạp lactose. Cá nhân này mất khi mới 34 hoặc 47 tuổi, cao tầm 1,6 m (5 ft 3 in) và nặng 58–62 kg (128–137 lb).